# Каран-Вирбовка
Кара́н-Вирбо́вка (болг. Каран Върбовка) — село в Русенській області Болгарії. Входить до складу общини Две-Могили.

## Населення
За даними перепису населення 2011 року у селі проживали 392 особи.
Національний склад населення села:
| Національність   | Кількість осіб | Відсоток |
| ---------------- | -------------- | -------- |
| турки            | 191            | 53,2%    |
| болгари          | 167            | 46,5%    |
| цигани           | 0              | 0%       |
| Всього відповіли | 359            |          |

Розподіл населення за віком у 2011 році:
Динаміка населення: